# Françoise Burdet
Pour les articles homonymes, voir Burdet.
Françoise Burdet, née le 12 août 1967 à Coire, est une bobeuse suisse.

## Carrière
Françoise Burdet remporte la Coupe du monde de bobsleigh à quatre reprises (de 1996 à 1999).
Avec Katharina Sutter, elle remporte la médaille de bronze des Mondiaux en 2000 à Winterberg, la médaille d'or des Mondiaux en 2001 à Calgary et se classe quatrième des Jeux olympiques de 2002 à Salt Lake City. En 2004, elle obtient la médaille de bronze des Championnats d'Europe de bobsleigh à Sigulda avec Karin Hagmann.

## Palmarès

### Championnats monde
- : médaillé d'or en bob à 2 aux championnats monde de 2001.
- : médaillé de bronze en bob à 2 aux championnats monde de 2000.

### Coupe du monde
- 4 globes de cristal : 
  - Vainqueur du classement bob à 2 en 1996, 1997, 1998 et 1999.
- 20 podiums [N 1] : 
  - en bob à 2 : 7 victoires, 7 deuxièmes places et 6 troisièmes places.

#### Détails des victoires en Coupe du monde
| Édition   | Bob à 2                                     |
| 1997-1998 | Calgary Park City                           |
| 1998-1999 | Park City Calgary Winterberg Igls Königssee |